# Breslaus voetbalkampioenschap 1926/27
In 1926/27 werd het twintigste Breslaus voetbalkampioenschap gespeeld, dat georganiseerd werd door de Zuidoost-Duitse voetbalbond. Breslauer FV Stern 06 werd kampioen en plaatste zich voor de Midden-Silezische eindronde. De club versloeg Preußen Namslau en VfR Oels en stootte door naar de Zuidoost-Duitse eindronde. Vereinigte Breslauer Sportfreunde kon zich daar ook voor plaatsen nadat de club won van SC Brega Brieg. Als titelverdediger was ook Breslauer SC 08 rechtstreeks voor de eindronde geplaatst. 
De drie clubs uit Breslau bezetten de eerste drie plaatsen in de eindronde, De Sportfreunde werden kampioen en als vicekampioen mocht ook Breslauer FV Stern naar de eindronde om de Duitse landstitel. De Sportfreunde verloren in de eerste ronde van SpVgg Fürthen Stern van VfB Leipzig.

## A-Liga
| Plaats | Club                              | Wed. | W  | G | V  | Saldo | Ptn   |
| ------ | --------------------------------- | ---- | -- | - | -- | ----- | ----- |
| 1.     | Breslauer FV Stern 06             | 14   | 11 | 2 | 1  | 40:18 | 24:4  |
| 2.     | Vereinigte Breslauer Sportfreunde | 14   | 9  | 2 | 3  | 30:17 | 20:8  |
| 3.     | Breslauer SC 08                   | 14   | 7  | 6 | 1  | 38:23 | 20:8  |
| 4.     | SC Alemannia 09 Breslau           | 14   | 4  | 3 | 7  | 18:23 | 11:17 |
| 5.     | SC Vorwärts Breslau               | 14   | 3  | 5 | 6  | 23:31 | 11:17 |
| 6.     | SC Hertha Breslau                 | 14   | 2  | 6 | 6  | 22:30 | 10:18 |
| 7.     | SC Schlesien 01-Rapid Breslau     | 14   | 4  | 2 | 8  | 20:31 | 10:18 |
| 8.     | VfB 1898 Breslau                  | 14   | 2  | 2 | 10 | 16:34 | 6:22  |

|  | Kampioen, geplaatst voor Midden-Silezische eindronde         |
|  | Geplaatst voor play-off deelname Zuidoost-Duitse eindronde   |
|  | Geplaatst voor Zuidoost-Duitse eindronde als titelverdediger |

## B-Liga
| Plaats | Club                              | Wed. | W  | G | V  | Saldo | Ptn   |
| ------ | --------------------------------- | ---- | -- | - | -- | ----- | ----- |
| 1.     | VSV Union Wacker 08 Breslau       | 18   | 12 | 2 | 4  | 55:32 | 26:10 |
| 2.     | VfR 1897 Breslau                  | 18   | 10 | 3 | 5  | 55:26 | 23:13 |
| 3.     | Breslauer SpVgg Komet 05          | 18   | 8  | 7 | 3  | 34:25 | 23:13 |
| 4.     | Vereinigte Breslauer Rasenfreunde | 18   | 9  | 3 | 6  | 51:35 | 21:15 |
| 5.     | BV Minerva 1909 Breslau           | 17   | 8  | 4 | 5  | 40:42 | 20:14 |
| 6.     | SC Germania Breslau               | 18   | 8  | 3 | 7  | 37:34 | 19:17 |
| 7.     | FC Eintracht 1907 Breslau         | 18   | 6  | 4 | 8  | 47:52 | 16:20 |
| 8.     | PfL Breslau                       | 17   | 5  | 2 | 10 | 35:41 | 12:22 |
| 9.     | SC Askania 1909 Breslau           | 18   | 3  | 4 | 11 | 22:40 | 10:26 |
| 10.    | SC Sturm 1916 Brockau             | 18   | 2  | 4 | 12 | 20:66 | 08:28 |

|  | Kampioen, promotie |
|  | Promotie           |